# Oliver Hart
Oliver Hart (9 d'octubre de 1948, Londres) és un economista americà. Li fou atorgat el Premi Nobel d'Economia el 2016, juntament amb Bengt Holmström, per «les seves contribucions a la teoria de contractes».
Es doctorà en economia el 1974 per la Universitat de Princeton i, des de 1993, és professor d'economia a la Universitat Harvard. La contribució de Hart a la recerca econòmica se centra en la teoria de contractes, especialment contractes incomplets. Aquest camp analitza situacions en què un contracte no pot especificar totes les possibles eventualitats perque seria massa complex. Hart estudià com, en aquests casos, els contractes haurien d'especificar qui pren les decisions.